# ورزشگاه پارنو
ورزشگاه پارنو (استونیایی: Pärnu Rannastaadion) یک ورزشگاه چندمنظوره در شهر پارنو، استونی است. 
این ورزشگاه که در سال ۱۹۲۹ تأسیس شده دارای ۱٬۵۰۱ نفر ظرفیت است. 

## نگارخانه

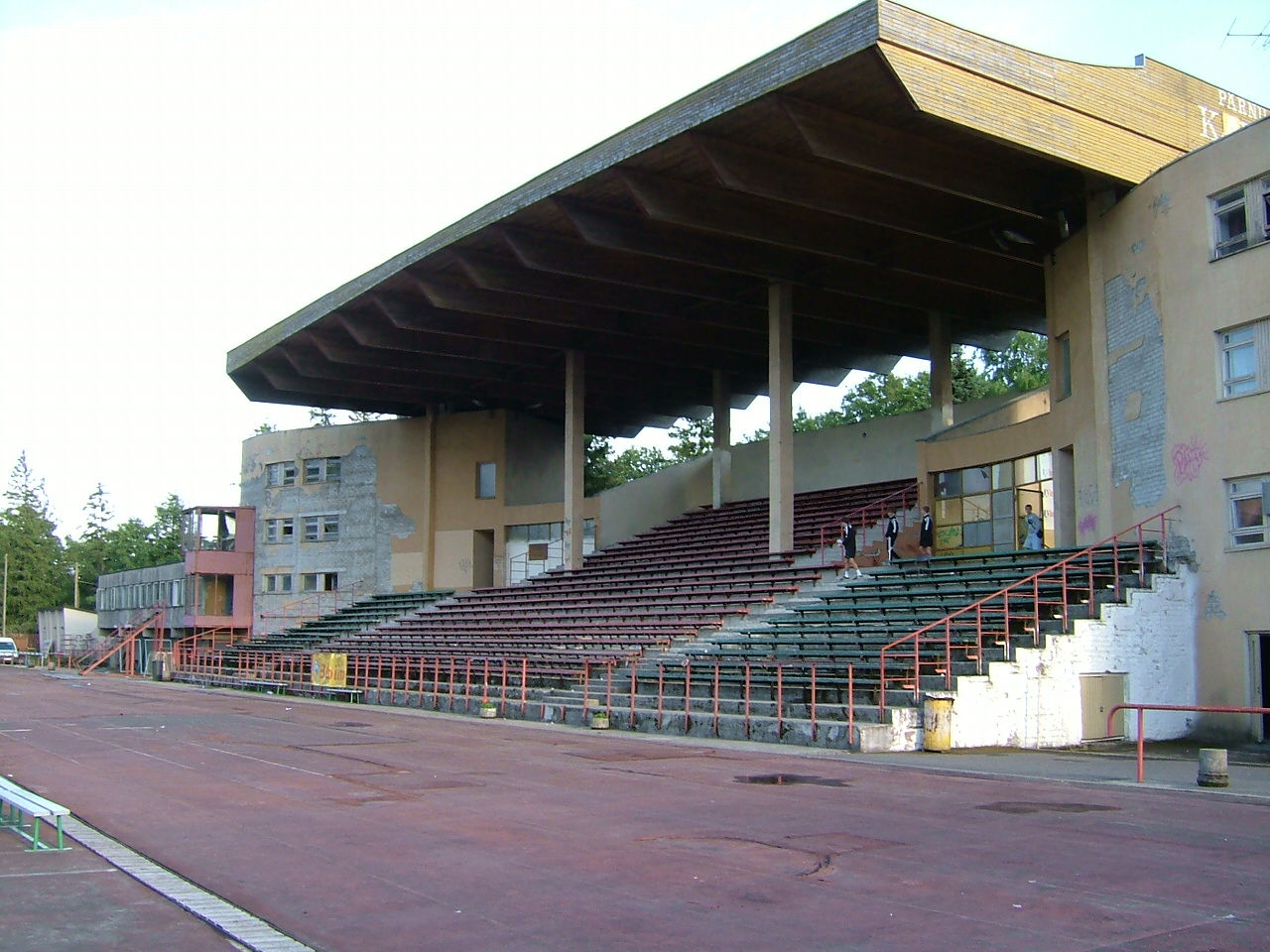
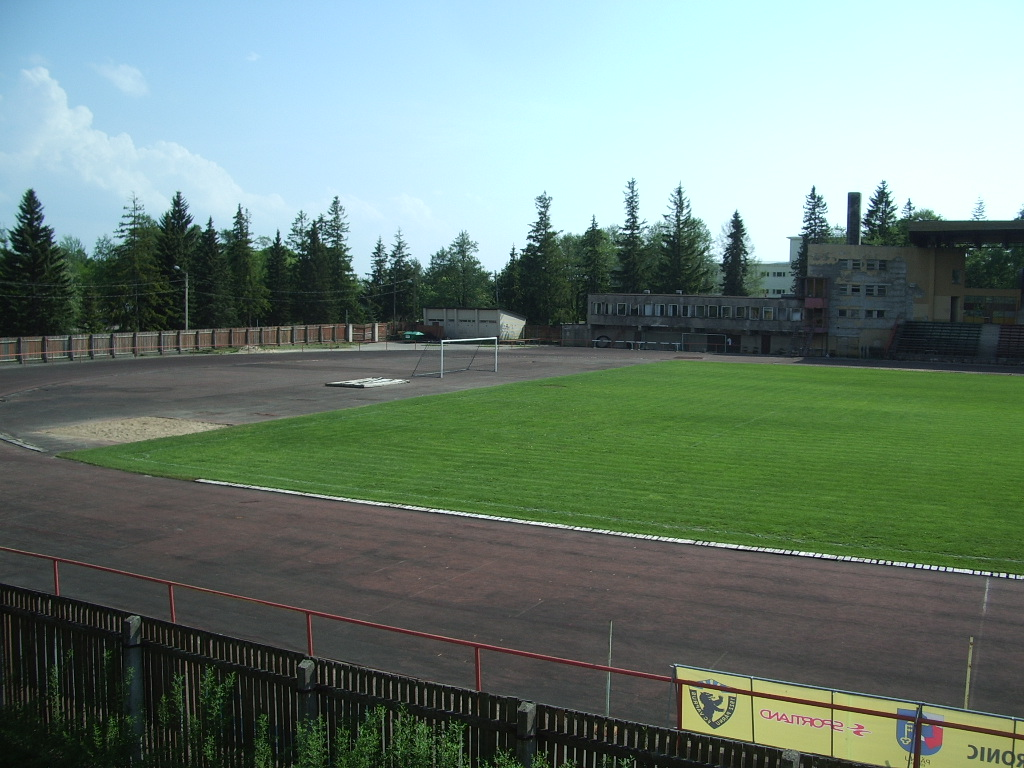